# NAMELESS WORLD
『NAMELESS WORLD』（ネームレス・ワールド）は、フォークデュオ、コブクロが2005年12月21日にリリースした通算5枚目のオリジナル・アルバム。

## 概要
「ここにしか咲かない花」「桜」といったヒットナンバー、さらに高校サッカーの応援歌「Starting Line」などを盛り込んだ1枚。カップリング曲では「今と未来を繋ぐもの」のみが収録されなかった。
リリース前のテレビCMに天海祐希や速水もこみちが出演し、話題となった。
シングル・アルバム通じてコブクロ初のオリコンチャート1位を獲得し、出荷枚数で初のミリオンセラーとなった。

## 収録曲
| #         | タイトル                         | 作詞・作曲                                                                 | 編曲      | 時間  |
| --------- | -------------------------------- | -------------------------------------------------------------------------- | --------- | ----- |
| 1.        | 「Flag」                         | 小渕健太郎                                                                 | コブクロ  | 7:23  |
| 2.        | 「桜」                           | 小渕健太郎・黒田俊介                                                       | コブクロ  | 6:01  |
| 3.        | 「六等星 -NAMELESS STAR TRACK-」 | 小渕健太郎                                                                 | コブクロ  | 5:42  |
| 4.        | 「ここにしか咲かない花」         | 小渕健太郎                                                                 | コブクロ  | 6:14  |
| 5.        | 「待夢磨心 -タイムマシン-」      | 小渕健太郎                                                                 | コブクロ  | 4:55  |
| 6.        | 「Pierrot」                      | 小渕健太郎                                                                 | コブクロ  | 4:28  |
| 7.        | 「Saturday」                     | 小渕健太郎                                                                 | コブクロ  | 5:05  |
| 8.        | 「大樹の影」                     | 黒田俊介                                                                   | コブクロ  | 5:47  |
| 9.        | 「NOTE」                         | 小渕健太郎                                                                 | コブクロ  | 5:28  |
| 10.       | 「Starting Line」                | - 21STREETリスナーの皆さん&コブクロ（作詞） - 小渕健太郎・黒田俊介（作曲） | コブクロ  | 4:59  |
| 11.       | 「LOVER'S SURF」                 | 小渕健太郎                                                                 | コブクロ  | 4:21  |
| 12.       | 「同じ窓から見てた空」           | 小渕健太郎                                                                 | コブクロ  | 8:45  |
| 合計時間: | 合計時間:                        | 合計時間:                                                                  | 合計時間: | 69:08 |

## 楽曲解説
1. Flag （作詞・作曲:小渕健太郎）
7分を超える大作。靴音が近づき、ギターをケースから出すSEから始まる。
ストリートを強く意識した楽曲で、彼ら自身が歩んできた道のりを歌に乗せている。
2. 桜 （作詞・作曲:小渕健太郎、黒田俊介）
12thシングル。
ドラマ『Ns'あおい』主題歌。
3. 六等星 -NAMELESS STAR TRACK- （作詞・作曲:小渕健太郎）
11thシングルのカップリング曲で、本作にはアルバムバージョンで収録。
テレビ新広島でこの曲がテーマソングとして用いられ、広島限定で「六等星」1曲のみのシングルが発売されている。
4. ここにしか咲かない花 （作詞・作曲:小渕健太郎）
11thシングル。
ドラマ「瑠璃の島」主題歌。
曲を書くにあたって実際にドラマの舞台である鳩間島まで出向き、自然の中で感じたことを書いた。
ボーイズ・II・メンにも「Flower Bloom」としてカバーされた。
5. 待夢磨心-タイムマシン- （作詞・作曲:小渕健太郎）
小渕自身のことを綴った歌で、間奏部分では小渕の指笛が披露されている。
6. Pierrot （作詞・作曲:小渕健太郎）
本作収録曲の中で最後にレコーディングされた。
7. Saturday （作詞・作曲:小渕健太郎）
ギターを用いない楽曲で、ピアノとベースのみで構成されている。
詞の内容は当時の彼らより若干年上（30代前半）の男女関係を描いている。
8. 大樹の影 （作詞・作曲:黒田俊介）
黒田が作詞・作曲をした楽曲で、故郷にて彼の先輩と酒を飲んで語り合ったのがきっかけで作られた。
沖縄の民謡楽器三線が使用されている。
9. NOTE （作詞・作曲:小渕健太郎）
10. Starting Line （作詞:小渕健太郎、黒田俊介、21STREETリスナーの皆さん／作曲:小渕健太郎、黒田俊介）
12thシングルのカップリング曲で、歌詞はラジオのリスナーとの共作である。曲自体は2003年にツアーで発表されていた。
『全国高等学校サッカー選手権大会』応援歌。
11. LOVER'S SURF （作詞・作曲:小渕健太郎）
エレキギターを前面に押したロック路線曲。
12. 同じ窓から見てた空 （作詞・作曲:小渕健太郎）
同窓会をテーマにした楽曲。2004年のツアー"MUSIC MAN SHIP"で披露されていた。
演奏時間は8分45秒と、コブクロの全楽曲で最も長い曲。
曲終了後、「Flag」冒頭と対応して、ギターをケースにしまって歩き去るSEが収録され、このアルバムを閉じる。
R&Bシンガーソングライターの清水翔太は、この曲のような曲を作りたいと思い、「シンガーソングライターの唄」を製作したと語っている。尚、コブクロの二人も清水翔太の歌の中で特に「シンガーソングライターの唄」がお気に入りらしい。

## 演奏
- 小渕健太郎
  - Vocal
  - Acoustic Guitar (#1-5.8.9.10.12)
  - Blues Harp (#1)
  - Electric Guitar (#2.3.6.9.10.11)
  - Strings Arrangement (#2.4.9)
  - Brass Arrangement (#5)
  - Finger Whistle (#5)
  - Tambourine (#6)
  - Shaker (#7)
  - 三線 (#8)
  - Timpani (#10)
  - Tire Inflator (#11)
  - Zill, Chorus (#12)
- 黒田俊介
  - Vocal
  - Chorus (#12)
- 桜井正宏
  - Drums (#1-6.8-12)
  - Timpani (#2.10)
  - Chorus (#12)
- 山田裕之
  - Bass (All)
  - Chorus (#12)
- 西山太郎
  - Electric Guitar (#1.5.6.9.10.11.12)
  - Chorus (#12)
- 藤井理央
  - Piano (#1.2.4.7.9)
  - Strings Arrangement (#2.4.9.10.12)
  - Brass Arrangement (#5)
  - Wurlitzer (#5.6.10)
  - Synthesizer (#8.11)
  - Organ (#10.11)
  - Rhodes, Chorus (#12)
- 岩瀬聡志
  - Programming, Synthesizer (#2.3.4.8.9.10.12)
  - Chorus (#12)
- 漆原直美：Violin (#2.4.9.10.12)
- 藤縄陽子：Violin (#2.4.9.10.12)
- 志摩かなえ：Violin (#2.4.10)
- 吉成とも子：Violin (#2.4.9.10.12)
- 長岡聡季：Violin (#4.9.12)
- 丹羽洋輔：Violin (#4.9.12)
- 小林冴子：Violin (#4)
- 牛山玲名：Violin (#4)
- 重岡菜穂子：Violin (#4.9.12)
- 小池智子：Violin (#4.9.12)
- 石橋尚子：Violin (#9.12)
- 坂田知香：Violin (#9.12)
- 渡辺美穂：Violin (#9.12)
- 渡邉智生：Viola (#2.4.9.10.12)
- 冨田大輔：Viola (#2.9.10.12)
- 神田藍：Viola (#4.9.12)
- 高山愛：Viola (#9.12)
- 原口梓：Cello (#2.4.10.12)
- 関口将史：Cello (#2.4.10.12)
- 関根優子：Cello (#9.12)
- 中島杏子：Cello (#9.12)
- エリック宮城、荒木敏男、菅坂雅彦：Trumpet (#5)
- 村田陽一、広原正典：Trombone (#5)
- 山本拓夫：Tenor Saxophone (#5)
- 三浦一輝、外山友介：Chorus (#12)

## ライブ映像・音源作品
| 曲名                        | 発売年 | 規格        | 作品名                                                                       | 収録日         |
| --------------------------- | ------ | ----------- | ---------------------------------------------------------------------------- | -------------- |
| Flag                        | 2006年 | DVD         | KOBUKURO LIVE at 武道館 NAMELESS WORLD                                       | 2006年5月6日   |
| Flag                        | 2014年 | DVD/Blu-ray | KOBUKUROAD                                                                   | 2014年4月4日   |
| Flag                        | 2017年 | DVD/Blu-ray | KOBUKURO LIVE TOUR 2016 "TIMELESS WORLD" at さいたまスーパーアリーナ         | 2016年11月20日 |
| Flag                        | 2024年 | DVD         | QUARTER CENTURY (初回限定盤DVD)                                              | 2024年4月27日  |
| 桜                          |        |             | →「 桜#ライブ映像・音源作品 」を参照                                         |                |
| 六等星-NAMELESS STAR TRACK- |        |             | →「 六等星#ライブ映像・音源作品 」を参照                                     |                |
| ここにしか咲かない花        |        |             | →「 ここにしか咲かない花#ライブ映像・音源作品 」を参照                       |                |
| 待夢磨心-タイムマシン-      | 2006年 | DVD         | KOBUKURO LIVE at 武道館 NAMELESS WORLD                                       | 2006年5月6日   |
| 待夢磨心-タイムマシン-      | 2013年 | DVD/Blu-ray | KOBUKURO LIVE TOUR 2013 "One Song From Two Hearts" FINAL at 京セラドーム大阪 | 2013年7月21日  |
| 待夢磨心-タイムマシン-      | 2021年 | DVD         | Star Made (ファンサイト会員限定盤DVD)                                        | 2021年5月22日  |
| Pierrot                     | 2006年 | DVD         | KOBUKURO LIVE at 武道館 NAMELESS WORLD                                       | 2006年5月6日   |
| Pierrot                     | 2018年 | DVD/Blu-ray | KOBUKUROAD4                                                                  | 2018年3月17日  |
| Saturday                    | 2014年 | DVD/Blu-ray | KOBUKURO LIVE TOUR 2014 "陽だまりの道" FINAL at 京セラドーム大阪             | 2014年7月20日  |
| 大樹の影                    | 2006年 | DVD         | KOBUKURO LIVE at 武道館 NAMELESS WORLD                                       | 2006年5月6日   |
| 大樹の影                    | 2014年 | DVD/Blu-ray | KOBUKURO LIVE TOUR 2014 "陽だまりの道" FINAL at 京セラドーム大阪             | 2014年7月20日  |
| 大樹の影                    | 2024年 | DVD/Blu-ray | KOBUKURO LIVE TOUR 2023 "ENVELOP" FINAL at 東京ガーデンシアター              | 2024年1月26日  |
| NOTE                        | 2006年 | DVD         | KOBUKURO LIVE at 武道館 NAMELESS WORLD                                       | 2006年5月6日   |
| NOTE                        | 2010年 | DVD/Blu-ray | KOBUKURO LIVE TOUR '09 "CALLING" FINAL                                       | 2009年11月28日 |
| NOTE                        | 2017年 | DVD/Blu-ray | KOBUKURO LIVE TOUR 2016 "TIMELESS WORLD" at さいたまスーパーアリーナ         | 2016年11月20日 |
| NOTE                        | 2019年 | DVD/Blu-ray | KOBUKURO WELCOME TO THE STREET 2018 ONE TIMES ONE FINAL at 京セラドーム大阪  | 2018年7月22日  |
| NOTE                        | 2021年 | DVD         | Star Made (ファンサイト会員限定盤DVD)                                        | 2021年5月22日  |
| Starting Line               |        |             | →「 Starting Line#ライブ映像・音源作品 」を参照                              |                |
| LOVER'S SURF                | 2006年 | DVD         | KOBUKURO LIVE at 武道館 NAMELESS WORLD                                       | 2006年5月6日   |
| LOVER'S SURF                | 2010年 | DVD/Blu-ray | KOBUKURO LIVE TOUR '09 "CALLING" FINAL                                       | 2009年11月28日 |
| LOVER'S SURF                | 2013年 | DVD/Blu-ray | KOBUKURO LIVE TOUR 2013 "One Song From Two Hearts" FINAL at 京セラドーム大阪 | 2013年7月21日  |
| LOVER'S SURF                | 2017年 | DVD/Blu-ray | KOBUKURO LIVE TOUR 2016 "TIMELESS WORLD" at さいたまスーパーアリーナ         | 2016年11月20日 |
| LOVER'S SURF                | 2021年 | DVD         | Star Made (ファンサイト会員限定盤DVD)                                        | 2021年5月22日  |
| LOVER'S SURF                | 2023年 | DVD/Blu-ray | KOBUKUROAD7                                                                  | 2023年3月8日   |
| 同じ窓から見てた空          | 2005年 | DVD         | KOBUKURO LIVE TOUR '04 "MUSIC MAN SHIP" FINAL                                | 2004年12月26日 |
| 同じ窓から見てた空          | 2006年 | DVD         | KOBUKURO LIVE at 武道館 NAMELESS WORLD                                       | 2006年5月6日   |
| 同じ窓から見てた空          | 2014年 | DVD/Blu-ray | KOBUKUROAD                                                                   | 2013年12月9日  |
| 同じ窓から見てた空          | 2017年 | DVD/Blu-ray | KOBUKURO LIVE TOUR 2016 "TIMELESS WORLD" at さいたまスーパーアリーナ         | 2016年11月20日 |
| 同じ窓から見てた空          | 2018年 | DVD         | ALL TIME BEST 1998-2018 (初回限定盤DVD)                                      | 2016年11月20日 |
| 同じ窓から見てた空          | 2021年 | DVD         | Star Made (ファンサイト会員限定盤DVD)                                        | 2021年5月22日  |
| 同じ窓から見てた空          | 2025年 | DVD/Blu-ray | KOBUKUROAD8                                                                  | 2024年4月18日  |